# Edwin Coratti
Edwin Coratti (ur. 19 czerwca 1991 w Silandro) – włoski snowboardzista, trzykrotny medalista mistrzostw świata juniorów.

## Kariera
Po raz pierwszy na arenie międzynarodowej pojawił się 10 lutego 2008 roku w St. Gallenkirch, gdzie w zawodach FIS Race zajął 46. miejsce w snowcrossie. W 2008 roku wystartował na mistrzostwach świata juniorów w Valmalenco, gdzie zajął między innymi 28. miejsce w slalomie równoległym. Jeszcze trzykrotnie startował na imprezach tego cyklu, najlepsze wyniki osiągając podczas mistrzostw świata juniorów w Cardronie w 2010 roku, gdzie zwyciężył w gigancie równoległym, a w slalomie równoległym był drugi. Ponadto na mistrzostwach świata juniorów w Valmalenco w 2011 roku zajął trzecie miejsce w gigancie.
W zawodach Pucharu Świata zadebiutował 22 marca 2009 roku w Valmalenco, zajmując 39. miejsce w gigancie. Pierwsze pucharowe punkty wywalczył 5 marca 2011 roku w Moskwie, gdzie zajął 27. miejsce w slalomie. Na podium zawodów tego cyklu po raz pierwszy stanął 6 marca 2016 roku w Winterbergu, kończąc rywalizację w slalomie na pierwszej pozycji. W zawodach tych wyprzedził swego rodaka, Rolanda Fischnallera i Roka Marguča ze Słowenii. Najlepsze wyniki w Pucharze Świata w snowboardzie osiągnął w sezonie 2017/2018, kiedy to zajął trzecie miejsce w klasyfikacji generalnej PAR, a w klasyfikacji PGS był drugi. Był też między innymi dziewiąty w gigancie równoległym podczas mistrzostw świata w Kreischbergu w 2015 roku. W 2018 roku wziął udział w igrzyskach olimpijskich w Pjongczangu, zajmując ósmą pozycję.

## Osiągnięcia

### Igrzyska olimpijskie
| Miejsce | Dzień     | Rok  | Miejscowość | Konkurencja       | Zwycięzca       |
| ------- | --------- | ---- | ----------- | ----------------- | --------------- |
| 8.      | 24 lutego | 2018 | Pjongczang  | Gigant równoległy | Nevin Galmarini |

### Mistrzostwa świata
| Miejsce | Dzień       | Rok  | Miejscowość | Konkurencja       | Zwycięzca       |
| ------- | ----------- | ---- | ----------- | ----------------- | --------------- |
| 25.     | 25 stycznia | 2013 | Stoneham    | Gigant równoległy | Benjamin Karl   |
| 9.      | 23 stycznia | 2015 | Kreischberg | Gigant równoległy | Andriej Sobolew |
| 7.      | 4 lutego    | 2019 | Park City   | Gigant równoległy | Dmitrij Łoginow |
| 12.     | 1 marca     | 2021 | Rogla       | Gigant równoległy | Dmitrij Łoginow |
| 32.     | 2 marca     | 2021 | Rogla       | Slalom równoległy | Benjamin Karl   |

### Puchar Świata

#### Miejsca w klasyfikacji generalnej PAR
- sezon 2010/2011: 59.
- sezon 2011/2012: 45.
- sezon 2012/2013: 40.
- sezon 2013/2014: 33.
- sezon 2014/2015: 22.
- sezon 2015/2016: 9.
- sezon 2016/2017: 57.
- sezon 2017/2018: 3.
- sezon 2018/2019: 12.
- sezon 2019/2020: 8.
- sezon 2020/2021: 7.
- sezon 2021/2022:

#### Miejsca na podium w zawodach
1. Winterberg – 6 marca 2016 (slalom równoległy) – 1. miejsce
2. Cortina d’Ampezzo – 16 grudnia 2017 (slalom równoległy) – 2. miejsce
3. Rogla – 20 stycznia 2018 (gigant równoległy) – 2. miejsce
4. Bansko – 26 stycznia 2018 (gigant równoległy) – 3. miejsce
5. Bansko – 28 stycznia 2018 (gigant równoległy) – 2. miejsce
6. Kayseri – 3 marca 2018 (gigant równoległy) – 2. miejsce
7. Rogla – 19 stycznia 2019 (gigant równoległy) – 1. miejsce
8. Rogla – 18 stycznia 2020 (gigant równoległy) – 1. miejsce
9. Blue Mountain – 1 marca 2020 (gigant równoległy) – 3. miejsce
10. Moskwa – 30 stycznia 2021 (slalom równoległy) – 3. miejsce
11. Carezza – 16 grudnia 2021 (gigant równoległy) – 3. miejsce